# Katharinenhospital Esslingen

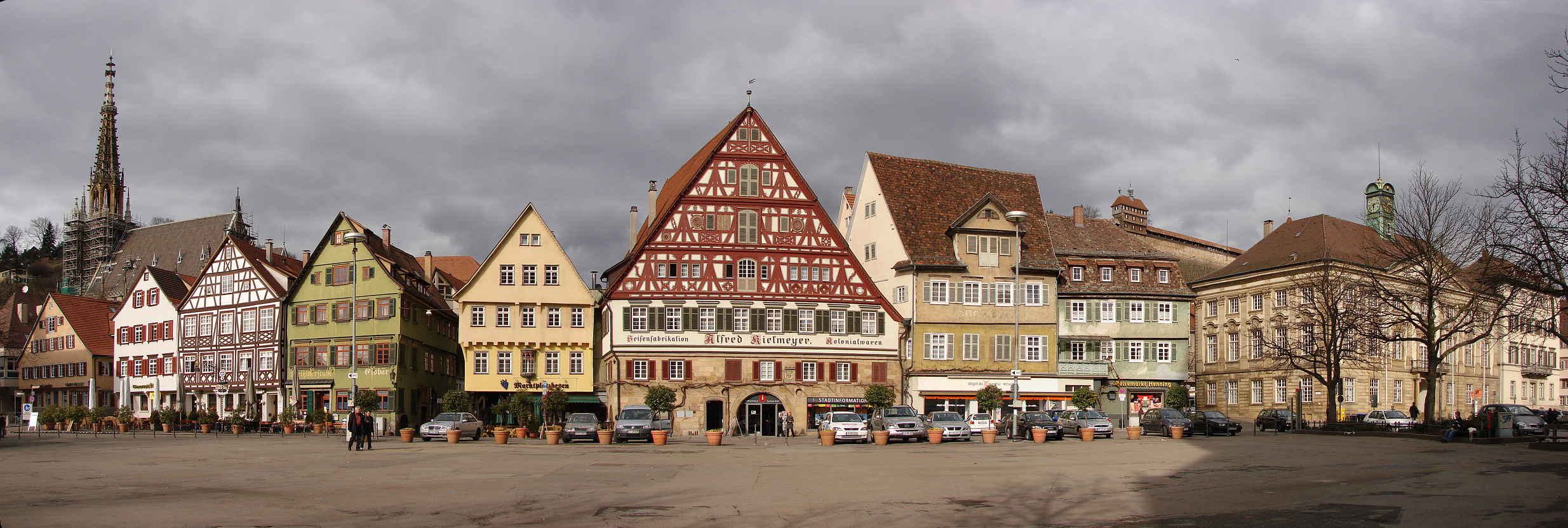
Esslinger Marktplatz, ehemaliger Standort des Katharinenhospitals

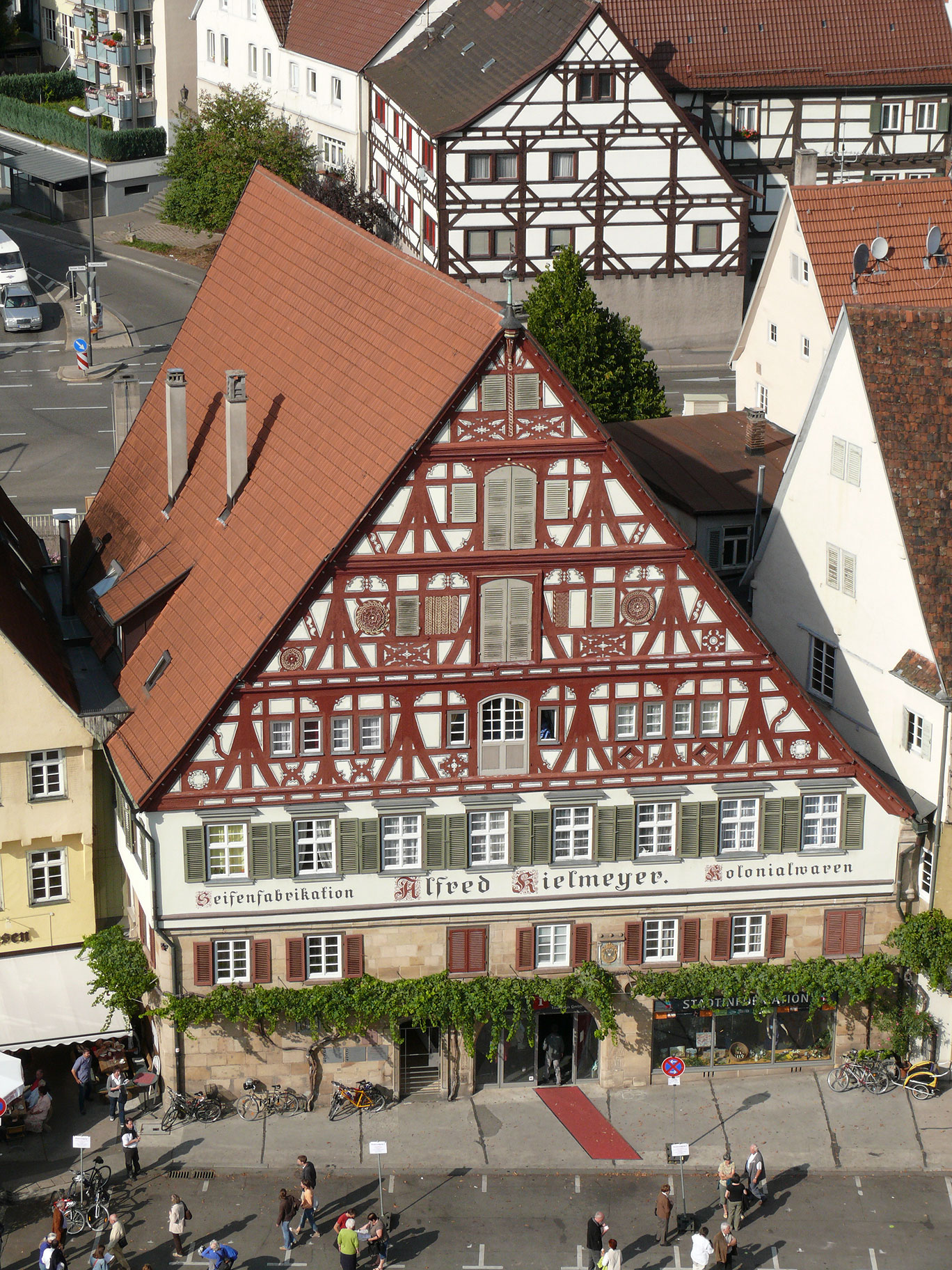
Kielmeyerhaus – letzter baulicher Rest des Hospitals

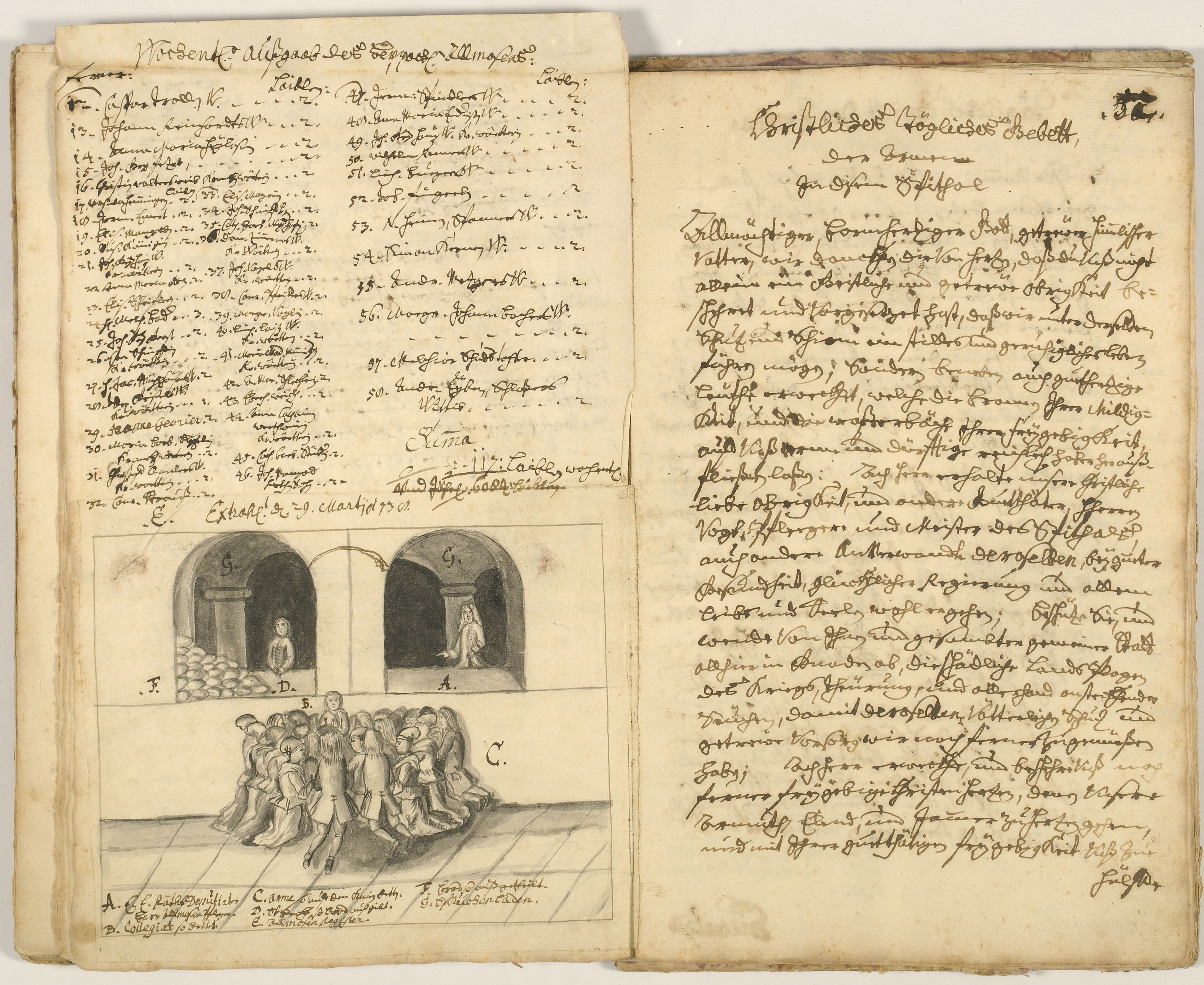
Links: Brotkästen im Innenhof des Katharinenhospitals, gezeichnet von Tobias Mayer im Jahr 1737. Man sieht die Verteilung von Brot an Ladenpfründner und andere Bewohner des Hospitals.

Das Katharinenhospital in Esslingen am Neckar ist ein der heiligen Katharina geweihtes Hospital, das erstmals 1232 erwähnt wurde. Sowohl Männer als auch Frauen bildeten eine Laienbruderschaft, die als Ordensgemeinschaft ab 1247 nach den Augustinusregeln lebte.
Ende des 13. Jahrhunderts wurde das Hospital auf den heutigen Marktplatz Esslingens verlegt. Ab 1815 wurden die Aufgaben des Katharinenhospitals vom heutigen Altenpflegeheim Obertor, damals noch St.-Klarissen-Kloster, übernommen und das Hospitalgebäude abgerissen. Bisher wurde der ehemalige Standort noch nicht archäologisch untersucht.

## Geschichte

### Mittelalter
Die älteste erhaltene Erwähnung des Katharinenhospitals stammt von 1232 und befindet sich in einer von Papst Gregor IX. ausgestellten Bestätigungsurkunde, die Meister und Bruderschaft Schutz und den bereits bestehenden und zukünftigen Besitz der Einrichtung bestätigt. Zweck des Spitals war, Pilger, Gebärende, Findelkinder, Schwache, Lahme und andere Bedürftige unentgeltlich aufzunehmen und zu pflegen. Die zunehmende Verbürgerlichung des Hospitals war bereits 1335 abgeschlossen, was bedeutete, dass fast ausschließlich Einheimische aufgenommen wurden. Die heutige Forschung beurteilt diesen Prozess unter anderem als Vorgang der „allmählichen Ausdifferenzierung und Erweiterung des Fürsorgewesens“. Ergänzt wurde das Hospital 1268 mit einem Siechenhaus – es befand sich in der heutigen Ritterstraße –, das für Aussätzige am östlichen Stadtrand platziert und noch im 13. Jahrhundert um zwei Gebäude erweitert wurde. In den 40er Jahren des 14. Jahrhunderts wurde ein Waisenhaus gegründet. 1411 wurde ein Seelhaus angegliedert, das für die Versorgung von Reisenden zuständig war. Ende des 15. Jahrhunderts wurden ein „Blatternhaus“ für an Syphilis Erkrankte sowie eine Einrichtung, die sich um die Verwahrung von aggressiven Geisteskranken kümmerte und als „Narrenhäusle“ bezeichnet wurde, errichtet. Vermutlich fand aber keine strikte Trennung von Einheimischen und Fremden statt. Die Einrichtungen hatten rechtlich nicht alle den gleichen Status, wurden jedoch durch die Verwobenheit von Finanzierung und Personal als zusammenhängend wahrgenommen.
War das Katharinenhospital zunächst noch eine unentgeltliche Einrichtung gewesen, so erkauften sich Pfründner im Laufe der Zeit die Aufnahme. Dazu gehörten sowohl junge als auch alte Menschen, die zum Beispiel wegen körperlicher oder geistiger Behinderung oder Geisteskrankheit Pflege benötigten, aber auch Witwen und unverheiratete Frauen außerhalb eines Familienverbandes.
Über Seuchen, die in Esslingen grassierten, ist vor dem frühen 15. Jahrhundert kein sicherer Beleg vorhanden. Vermutlich brach jedoch im 14. Jahrhundert die Pest aus, was die Inschrift über dem Türsturz des mittleren Langhaus-Südportals von St. Dionysius belegen könnte, auf dem das Wort „pestis“ geschrieben steht. Im 15. Jahrhundert (evtl. 1419) entstand die Pestschrift des Nikolaus vom Schwert, die auf eine Seuche in Esslingen hinweist und von prophylaktischen Maßnahmen gegen die Pest berichtet. Dennoch ist die genaue Datierung dieser Seuchen nicht möglich.
Des Weiteren sind Seuchenflüchtlinge aus dem Jahr 1438 und Epidemien im Umland aus dem Jahr 1450 bekannt, die Esslingen und somit die Einrichtungen des Katharinenhospitals beeinflusst haben können. Erst von 1472 gibt es den ersten gesicherten Beleg einer Seuche in Esslingen.

### Frühe Neuzeit
Zwischen dem 13. und dem 16. Jahrhundert kaufte die Spitalverwaltung sowohl Gebäude als auch Land zum Vermögen des Hospitals hinzu, um mehr Wohnraum für Pfründner sowie Platz für Kapellen und wirtschaftliche Außenstellen zu schaffen.
Im 17. Jahrhundert übernahm das Klarissenkloster, das ein weiteres Armenhaus mit Lazarettfunktion unterhielt, zusammen mit dem Predigerkloster, das die Funktion einer Arbeitsanstalt für Arme, Waisen und Häftlinge hatte, die Aufgaben des Katharinenhospitals.
Letzteres hatte im Laufe der Zeit ein gewaltiges finanzielles Defizit und hielt seine Bausubstanz nur noch notdürftig instand. Es hatte zusehends an Bedeutung verloren und wurde schließlich Anfang des 19. Jahrhunderts als „unschön und völlig unzweckmäßig beurteilt“.

## Versorgung

### Arten
Pfründverträge konnten weitgehend individualisiert werden, sowohl was Preis als auch Leistungen anging, die das Spital für den Pfründner zu erbringen hatte. Zu beachten ist dabei, dass aus den Verträgen nicht immer alle Leistungen zu entnehmen sind, da offenbar einige Leistungen als selbstverständlich erachtet und nicht aufgeführt wurden. Im Katharinenhospital existierten vier Formen der Pfründe:
1. Die Armenpfründe bzw. Siechenpfründe war die günstigste Form des Vertrages mit ca. 23–25 Gulden (fl.) im 15. Jahrhundert.[10] Die Pfründner lebten zusammen mit den Bedürftigen in den Armenstuben, mussten die Hausordnung befolgen und erhielten die gleiche Kost. Diese Art der Pfründe konnte sich dennoch nur ein geringer Teil der Bevölkerung leisten, im 15. Jahrhundert waren es aber immerhin 20–30 % der Steuern zahlenden Bevölkerung.[11] Pfründen waren jedoch die einzige Versorgungsalternative für diejenigen, die keine Familie hatten.
2. Die Herrenpfründe und Mittelpfründe wurden zusammengefasst, die Pfründner wurden als „Brüder“ und „Schwestern“ bezeichnet. Sie erhielten gemäß ihrem jeweiligen Pfründvertrag bessere Kost und lebten entweder in der Brüderstube, in eigenen Stuben, die entweder allein oder mit einem Ehepartner bewohnt wurden, oder mit wenigen anderen Brüdern oder Schwestern zusammen.[12] Der Mindestpreis einer solchen Pfründe betrug im 15. Jahrhundert ca. 100 Gulden, was sich etwa ein Drittel der Steuern zahlenden Bevölkerung leisten konnte. Angesichts des Einkommens im 15. Jahrhundert und horrender Lebensmittelpreise konnten sich eine solche Pfründe fast ausschließlich Menschen leisten, die das Einkommen eines Meisters im Bauhandwerk hatten oder aus einer solchen Familie stammten.[13]
3. Die Gehorsamenpfründe war für Arbeitsfähige gedacht, die sich verpflichteten, dem Spital Dienste z. B. als Mägde oder Knechte zu leisten, solange sie arbeitsfähig waren oder auf einige Jahre. Sie erhielten Kost, Unterkunft, Kleidung und Geld. Sie konnten, wenn sie arbeitsunfähig geworden waren, eine Brüder- (Herren- bzw. Mittelpfründe) oder eine Siechenpfründe für sich erwerben. Eine Gehorsamenpfründe für ein Ehepaar kostete im 15. Jahrhundert pro Ehepartner 46 Gulden.[14] Zu bedenken ist jedoch, dass Ehepaare zwar einzelne Pfründen erwarben, jedoch durch den Umstand der Ehe Vergünstigungen erhielten.
4. Die Ladenpfründe bildete die wichtigste Einnahmequelle des Hospitals. Menschen, die Ladenpfründner waren, holten täglich Nahrungsmittel vom Küchenladen des Spitals ab. Sie wohnten nicht in zugehörigen Gebäuden des Spitals und waren auch nicht an Spitalordnungen gebunden.

### Preise
Die Preise für Pfründen waren nicht absolut festgesetzt. Zwar scheint ein „Grundpreis“ existiert zu haben, der jedoch nach folgenden Umständen verändert wurde:
- vereinbarter Leistungsumfang,
- Gesundheit des Pfründners,
- dessen zu erwartende Lebensdauer,
- Art der Bezahlung (bar oder auf Raten, in Gulden oder Hellern, Übereignung von Sachbesitz oder Geldforderungen oder auch durch unterschiedliche Kombinationen dieser Möglichkeiten),
- Angebot und Nachfrage von und nach Pfründen und
- teilweise auch nach den aktuellen Kosten für Lebensmittel.

Im 16. Jahrhundert kam es zu einer Verteuerung der Pfründen:
| Bezeichnung                    | 15. Jahrhundert (in Gulden) | 16. Jahrhundert (in Gulden) | Anmerkung                            |
| ------------------------------ | --------------------------- | --------------------------- | ------------------------------------ |
| Brüder- bzw. Schwesternpfründe | 100–150                     | 200                         | Ende 16. Jahrhundert: 600–700 Gulden |
| Gehorsamenpfründe              | 46                          | 100                         |                                      |
| Armenpfründe                   | 25                          | 80–90                       |                                      |

## Bewohner

### Allgemeine Angaben
Insgesamt waren mehr Frauen als Männer im Katharinenhospital untergebracht. Von den 5000–6000 Einwohnern, die Esslingen im 15. Jahrhundert in etwa hatte, wurden rund 5–6 % vom Spital versorgt, da das Hospital täglich mindestens 300 Menschen speiste. Ein Visitationsbericht aus dem Jahr 1532 enthält Angaben zu Brotmengen, die zu unterschiedlichen Stellen gelangten. So erhielt der Küchenladen des Spitals pro Tag 135 Brote, die Brüderstube 15. Daraus ergeben sich 135 Ladenpfründner, was die Beliebtheit dieser Pfründenart noch einmal zeigt, und 15 Brüder- bzw. Schwesternpfründe. Des Weiteren wird von 45 Hausarmen und 28 Armenpfründnern oder Kranken ausgegangen. Von weiteren 70 Personen ist zu vermuten, dass sie nicht im Spital, sondern in weiteren Armenstuben, im Seelhaus oder im „Warzenhaus“ untergebracht waren.
Aus den Verträgen geht oft nicht die soziale Herkunft der Pfründner hervor. Bekannt sind aus Esslingen aber einige ehemalige Zunftmeister, Mesner, die Schwester eines reichen Geistlichen, ein Unterbaumeister, die Frau eines Totengräbers und ein Bordellwirt, was insgesamt eine soziale Heterogenität der Pfründner zeigt.
Frauen stellten die Mehrheit der Spitalbewohner. Dies war keinesfalls ungewöhnlich, da das Armutsrisiko für Frauen in der Regel höher war als das von Männern. Begründet war dies in den geringeren und eingeschränkten Erwerbsmöglichkeiten, die Frauen offen standen.

### Die Armen
Das Katharinenhospital pflegte neben dem Pfründewesen auch die Bedürftigen. Es gibt Hinweise darauf, dass die Versorgung der Armen zum Teil aus Zahlungen von Pfründnern bestritten wurde, die sich in die Pflege eingekauft hatten.
Die Verhältnisse, in denen die Armen lebten, waren beengt. Aus dem Visitationsbericht, der auch die Brotmengen erfasste, geht hervor, dass diejenigen, die in der Armenstube liegen und bald sterben, keinesfalls ihre Ruhe haben, es gehe zu wie „im gerempelhaus“, womit das Kaufhaus gemeint ist. Auch scheint es während der Visitation nicht für jeden Armen ein Bett gegeben zu haben. Eine Spitalordnung aus dem Jahr 1533 betont allerdings besonders, dass alle ein eigenes Bett hätten. In den Armenstuben war es eng, da in diesen Räumen bis zu 80 Personen untergebracht waren, die diese Räume so gut wie nie verließen. Ein weiteres Problem in den Armenstuben war wohl der Diebstahl von Lebensmitteln, deren Menge dort im Vergleich zur viel großzügiger bemessenen Brüder- und Schwesternversorgung gering war. Der Versorgung der Armen mangelte es sowohl an Quantität als auch an Qualität. An Festtagen erhielten sie häufig nur Fisch (anstelle von Fleisch).

### Brüder und Schwestern
Brüder und Schwestern hatten zumindest teilweise Quartiere in Häusern an der nördlichen Stadtmauer und auf der Westseite des Areals. Diese waren vermutlich nicht nur größer, sondern auch heller als die Armenstuben. Bessere Logis und auch bessere Kost zeichnete ihre Pfründe aus. An Festtagen erhielten sie Braten oder Geflügel. Die Brüder und Schwestern erhielten mehr und vor allem besseren Wein und besseres Brot. Insgesamt war ihre Kost reichhaltiger und abwechslungsreicher als die der Armen und Kranken. Im Gegensatz zur Kost der Armen und Kranken war bei der Kost der Brüder und Schwestern Fleisch die Regel, ebenso waren Käse und Eier neben Fisch an Fastentagen auch keine Seltenheit.
Als Beispiel sei folgender Fall genannt: Hans von Urbach war ein Pfründner des Spitals. 1472 kaufte er sich eine Brüder- oder Herrenpfründe, die ihn 160 Rheinische Gulden (rh. fl.) kostete und ihm die oben genannten Leistungen einbrachte. In seinem Pfründvertrag war neben der normalen Brüderkost und der Unterkunft auch noch Wein im Herbst und ein Keller inbegriffen. Nach und nach vermachte Hans von Urbach dem Spital weitere Vermögensteile und setzte das Katharinenhospital 1501 wohl zu seinem Erben ein. Er lebte insgesamt 30 Jahre im Hospital, sodass davon auszugehen ist, dass er an einer chronischen Krankheit litt, die aber nicht unmittelbar zum Tode führte. Eine so lange Aufenthaltsdauer im Hospital war eher selten, nicht jedoch dass das Hospital als Erbe eingesetzt wurde.
Es gab auch weit kostspieligere Pfründe: Englin Grasmann von Vaihingen zahlte 1434 den Betrag von 231 Rheinischen Gulden für eine Schwesternpfründe.

## Gebäude und Lage
Das Katharinenhospital lag zentral auf dem heutigen Marktplatz. Auf dem Kandlerschen Riss, einer Ortsansicht, ist das Katharinenhospital zwischen der Pfarrkirche St. Dionys und dem Dominikanerkloster, dem Schwörhof und dem Marktplatz eingetragen. Kurz vor dem Abriss des Hospitals fertigte der Feldmesser Johann Gottlieb Mayer den Grundriss des Gebäudekomplexes an. Das Hospital hatte eine Grundfläche von ca. 55 Ar, war jedoch nicht von Anfang an so groß angelegt worden. Zwischen dem 13. und 16. Jahrhundert erwarb die Spitalverwaltung Stück für Stück das Areal, das auf dem Kandlerschen Riss von 1774 und auf dem Grundriss von 1810 verzeichnet ist.
Über den Aufbau des Hauptgebäudekomplexes bieten die Zeichnungen von Tobias Mayer, der zum Zeitpunkt der Anfertigung erst 14 Jahre alt war, die größten und anschaulichsten Informationen. Er fertigte eine Ansicht aus allen Himmelsrichtungen an. Eine detaillierte Zeichnung vom Innenhof fehlt jedoch, sodass dessen Aufbau vor allem auf Spekulationen beruht. Es scheinen jedoch Brotkästen zur Armenspeisung auf dem Innenhof vorhanden gewesen zu sein, die jeden Tag ca. 300 Menschen mit Brot versorgten.
Der Bau der neuen Spitalkapelle ist auf einem Riss von Hans Böblinger, Sohn des Baumeisters der Kapelle, im Jahr 1501 festgehalten. Es wird jedoch vermutet, dass dieser Riss anhand von Bauplänen angefertigt wurde und die Kapelle wegen zu hoher Kosten letztlich doch vereinfacht ausgeführt wurde.
Die Gebäude wurden nach Aufgabe des Hospitals nach und nach von 1811 bis 1817 auf Abbruch verkauft. Obwohl sich der Kunsthistoriker Carl Alexander Heideloff wegen der künstlerischen Bedeutung für den Erhalt der Spitalkapelle eingesetzt hatte, wurde sie ebenfalls abgerissen. Die Bewohner der Einrichtung, von denen nur noch sieben Pfründner waren, zogen entweder ins Klarissenkloster oder in das Predigerkloster um. Das Pfründnertum wurde schließlich auf Grund der mangelnden Nachfrage ganz abgeschafft.
Heute ist vom Katharinenhospital baulich nur die Kelter im Kielmeyerhaus erhalten. An die Einrichtung erinnert jedoch noch der überdimensionierte Marktplatz. Weiter ist ein einzelner Altarflügel von der Ausstattung der Spitalkapelle in der Kirche von Deizisau erhalten, der von einem Zimmermann mitgenommen worden sein soll. Dieser Altarflügel stammt aus dem letzten Jahrzehnt des 15. Jahrhunderts und wurde von dem Kunsthistoriker Hans Rott dem Esslinger Maler Matthias Ulin-Wolf der Jüngere († 1536) zugeschrieben. Der Altarflügel zeigt auf der Innenseite die Heiligen Agnes und Christophorus, auf der Außenseite das Motiv der Apostelaussendung.

### Mit dem Hospital zusammenhängende Institutionen
| Gebäude                    | Errichtung           | Funktion                                                      | Standort                                                                      |
| -------------------------- | -------------------- | ------------------------------------------------------------- | ----------------------------------------------------------------------------- |
| Siechenhaus                | 1268                 | Unterbringung von Aussätzigen                                 | Östlicher Stadtrand                                                           |
| zwei weitere Siechenhäuser | im 13. Jahrhundert   | Unterbringung von Aussätzigen, ersetzten 1268 das Siechenhaus | Gemarkungen der Nachbarorte Mettingen (Esslingen am Neckar) und Oberesslingen |
| Waisenhaus                 | vor 1344             | Unterbringung von Waisen bis zur Volljährigkeit               |                                                                               |
| Seelhaus                   | 1411                 | Versorgung fremder Reisender                                  |                                                                               |
| Blatternhaus               | Ende 15. Jahrhundert | Unterbringung von Syphilitikern                               |                                                                               |
| „Narrenhäusle“             | Ende 15. Jahrhundert | Verwahrungsort für aggressive Geisteskranke                   |                                                                               |

### Bauliche Maßnahmen am Hauptgebäude
| Gebäudeteil                                        | Errichtung                                                        | Funktion                                                                                     | Ort                                                                             |
| -------------------------------------------------- | ----------------------------------------------------------------- | -------------------------------------------------------------------------------------------- | ------------------------------------------------------------------------------- |
| Hauptgebäude                                       | ..                                                                | Unterkünfte und Gemeinschaftsraum für Pfründner und Angestellte, wirtschaftliche Einrichtung | Zwischen Pfarrkirche St. Dionys, Dominikanerkloster mit Schörhof und Marktplatz |
| Spitalkapelle                                      | 1247                                                              |                                                                                              | Nordseite                                                                       |
| Friedhofskapelle                                   | 1316                                                              | Kapelle mit Bestattungsaufgaben (der heiligen Agnes geweiht)                                 |                                                                                 |
| Pfründnerunterkünfte                               | Kauf 1310 vom Kloster Weiler                                      | Behausung von Pfründnern                                                                     | Häuser und Grundstücke an der Stadtmauer                                        |
| Kelter                                             | 1582                                                              | Weinpresse, Unterkunft des Spitalforstmeisters, Lagerräume                                   | Marktplatz, heute Kielmeyerhaus                                                 |
| Wohnturm                                           | Kauf 1379 und 1420 in zwei Hälften, im 15. Jahrhundert abgetragen | Bebauung des Areals mit neuer Spitalkapelle und Gebäude mit Armenstube                       | Südseite                                                                        |
| Erneuerung Spitalkapelle (1247)                    | 1482 geplant, Brand der Ostseite 1484, Verlegung des Bauvorhabens |                                                                                              | Erst Nordostecke, nach Brand Südostecke                                         |
| Haus und weitere Gebäude                           | 1422                                                              | Unterbringung von Pfründnern                                                                 | Westseite                                                                       |
| Überbauung Haus und Gebäude von 1422 („neuer Bau“) | 1589                                                              | Pfründnerwohnungen                                                                           | Westseite                                                                       |

### Aufbau des Hauptgebäudes
| Räumlichkeit                                                   | Funktion | Lokation                                                   |
| -------------------------------------------------------------- | --- | ---------------------------------------------------------- |
| Kapelle mit Chor                                               | | Marktseite                                                 |
| Fassade mit Uhr und Glockenturm                                | Uhr 1502 angefertigt, mit Kaiserkopf und Kaiserhand, die sich im Stundenschlag bewegten – repräsentative Funktion der Verwaltung | Marktseite                                                 |
| Portal mit Darstellung der heiligen Katharina und Wappenschild | | Marktseite                                                 |
| Hospitalsaal                                                   | Unterbringung der Kranken | Marktseite, erstes Geschoss                                |
| Armenstuben                                                    | Unterbringung der Armenpfründner                                                                                                 | Marktseite, erstes Geschoss, an Hospitalsaal angeschlossen |
| Wagnerei                                                       | | Marktseite, Erdgeschoss                                    |
| Marktstände (fielen vermutlich bis zum 19. Jahrhundert weg)    | Verkauf von Waren | Marktseite, Erdgeschoss                                    |
| Hospitalsaal (2) und „Hospital-Saal-Kammer“                    | Unterbringung der Kranken, Saal vermutlich als Aufenthaltsraum und Kammer als Schlafsaal                                         | Nordseite, erstes Geschoss, Mitte des Komplexes            |
| neuer Bau von 1589                                             | 8–10 Pfründnerwohnungen | Nordseite und Westseite                                    |
| Wirtschaftsräume (Spitalküferei, Metzig, Geschirrkammer)       | | Nordseite, Erdgeschoss                                     |
| Holz- und Heuhaus                                              | Lagerräume für Pfründner | Nordseite                                                  |
| Kornböden                                                      | Lagerräume | Nordseite, über Hospitalsaal und Pfründnerwohnungen        |
| Registraturstelle                                              | | Nordseite, Erdgeschoss                                     |
| Küferei und Pferdestall                                        | | Westseite, ebenerdig                                       |
| Holzvorräte der Pfründner                                      | Lagerstelle | Westseite, ebenerdig                                       |
| Brunnen                                                        | Wasserversorgung | Innenhof                                                   |
| Brotkästen                                                     | Verteilung von Brot an Ladenpfründner und Arme                                                                                   | Innenhof                                                   |
| Armenkammern                                                   | Unterbringung der Armenpfründner                                                                                                 | Westseite, Obergeschoss                                    |
| Federbühnen                                                    | | Westseite, Obergeschoss                                    |
| Armenstuben                                                    | Aufenthaltsräume für Armenpfründner                                                                                              | Südseite, Erdgeschoss                                      |
| Totenkammer                                                    | | Südseite, neben den Armenstuben                            |
| Spitalfriedhof                                                 | | Südseite                                                   |
| Armenkammer                                                    | Separater Schlafsaal der Armenpfründner, zwischenzeitlich eingerichtet                                                           | Südseite, über Totenkammer                                 |
| Pfründnerwohnungen und Wohnung des Spitalschreibers            | Wohnabschnitt | Südseite, über Armenquartieren                             |
| Wohnung des Hospitalvaters                                     | Wohnraum | Südseite                                                   |
| Dachböden (Kornspeicher und „Hautkammer“)                      | Lagerung von Korn und Leder bzw. Herstellung von Leder                                                                           |                                                            |